# Mordfall im Frankfurter Niddapark
Beim Mordfall im Frankfurter Niddapark wurde in der Nacht zum 9. Mai 2018 eine 29-jährige Frau durch massive Gewalteinwirkung getötet. Der Mord im Niddapark in Frankfurt am Main ist außergewöhnlich, da das Opfer Irina A. und der rechtskräftig verurteilte Mörder Jan M. knapp 15 Monate vor der Tat gemeinsam durch einen ausgedachten „Sex-Mob in der Frankfurter Freßgass“ in die Schlagzeilen geraten waren.

## Tatgeschehen im Niddapark
Am 9. Mai 2018 fand ein Spaziergänger gegen 6:30 Uhr auf einer Wiese im Frankfurter Niddapark eine weibliche Leiche, welche als die 29-jährige Irina A. identifiziert wurde. Das Opfer starb durch eine Vielzahl von Messerstichen in Arme, Oberkörper und Kopf. Das Opfer war vollständig bekleidet, am Tatort wurden jedoch weder Handy noch Ausweisdokumente der Getöteten gefunden. Zudem stellten Ermittler fest, dass die Frau auf dem Gehweg in der Nähe einer Parkbank attackiert und die Leiche später auf eine Wiese mit hohem Gras geschleift wurde.
Die Polizei gab zwar zunächst an, in alle Richtungen zu ermitteln, doch mit dem 50-jährigen Jan M., einem Geschäftspartner von Irina A., hatte sie bereits frühzeitig einen Hauptverdächtigen im Visier, der aber zunächst von seiner Lebensgefährtin S. ein Alibi ausgestellt bekommen hatte. Die FAZ korrigierte am 15. Mai ihren ursprünglichen Bericht, das Alibi stamme von seiner Ehefrau. Die Lebensgefährtin S. zog das Alibi später jedoch zurück und erklärte, sie habe die Tage verwechselt. Deswegen wurde gegen sie wegen des Verdachts der versuchten Strafvereitelung ermittelt. Nachdem Blutspuren und DNA, die mit der von Jan M. übereinstimmt, am Tatort gefunden worden waren, wurde er unter dringendem Tatverdacht festgenommen. Die Polizei ging anfänglich davon aus, dass sich die beiden zu einem Spaziergang verabredet hatten, in dessen Verlauf es zu einem Streit kam, der mit dem tödlichen Angriff auf Irina A. endete.

## Prozess und Urteil
Am 27. August 2019 begann der Strafprozess gegen Jan M. vor dem Landgericht Frankfurt am Main. Die Anklage lautete auf Mord, Raub mit Todesfolge und Betrug. Am 16. März 2020 wurde Jan M. von der Schwurgerichtskammer (21. Große Strafkammer des Landgerichts Frankfurt am Main) wegen Mordes, Verstößen gegen das Waffengesetz, Betrugs und der Urkundenfälschung in zwei Fällen zu lebenslanger Freiheitsstrafe als Gesamtstrafe verurteilt. Als Motiv nahm das Gericht Habgier an, weil Jan M. Schulden bei dem Opfer hatte, welche er nicht zurückzahlen konnte. Jan M. leugnete die Tat bis zuletzt. Wie das Landgericht Frankfurt am Main am  8. Juni 2021 mitteilte, ist das Urteil vom 16. März 2020 rechtskräftig. Der 2. Strafsenat des Bundesgerichtshofs hat die Revision Jan M.s einstimmig im Beschlusswege als unbegründet verworfen.

## Vor der Tat

### Erfundener „Sex-Mob“ in Frankfurter Freßgass
Die im Niddapark getötete Irina A. und ihr Mörder Jan M. gerieten knapp 15 Monate vor der Tat bundesweit in die Schlagzeilen. Irina A. arbeitete als Kellnerin in der Bar von Jan M., zeitweise war sie sogar Teilhaberin des Geschäfts. Im Februar 2017 behaupteten die beiden, in der Frankfurter Freßgass sei es in der Silvesternacht 2016/17 durch eine größere Gruppe von Nordafrikanern zu Belästigungen und sexuellen Übergriffen auf Frauen gekommen. Diese Behauptungen stellten sich später als gelogen heraus.

#### Verbreitung der Geschichte
Großen Anteil an der Verbreitung der Geschichte hatte die Bild-Zeitung, welche am 6. Februar 2017 von einem „Sex-Mob“ schrieb, der in der Frankfurter Freßgass „getobt“ haben soll. Irina A. gab in der Zeitung zu Protokoll: „Sie fassten mir unter den Rock, zwischen die Beine, an meine Brüste, überall hin.“ Bild bezeichnete sie als „Opfer“, das sein „Schweigen bricht“. Jan M. wird im Blatt zitiert, dass es „Araber gewesen seien“. Am Tag darauf, am 7. Februar 2017 drehte das Sat.1-Frühstücksfernsehen einen Beitrag zum Thema mit den beiden im Lokal von Jan M. Den Kontakt zur Bild stellte der Amerikaner Kerry Reddington her, der Mitglied und Stellvertretender Vorsitzender der Kommunalen Ausländervertretung ist. Reddington soll laut Zapp vom 22. Februar 2017 auch den AfD-Politiker und das Stadtverordneten-Mitglied Rainer Rahn über den angeblichen Sexmob informiert haben. Reddington ist laut der Website des Vereins auch Vorstandsvorsitzender von Republicans Overseas Germany e. V. Die Geschichte wurde weltweit von Medien aufgegriffen.

#### Ermittlungen wegen Vortäuschung einer Straftat
Die Polizei Frankfurt teilte aufgrund dieser Berichte mit, es lägen keine Hinweise darauf vor, dass es in der Silvesternacht zu vielen Übergriffen auf Frauen durch Migranten gekommen sei. Im Bereich der Freßgass sei es in der Silvesternacht lediglich zu zwei Anzeigen wegen Körperverletzung und zwei Festnahmen (ein Georgier und ein Deutscher) gekommen. Andere Frankfurter Gastronomen teilten diese Einschätzung, es habe „keine Zwischenfälle gegeben“. Die Frankfurter Allgemeine Zeitung schrieb daher von einem „Sex-Mob, den keiner gesehen hat“ und hinterfragte die Glaubwürdigkeit von Jan M., der sich nach Recherchen der Zeitung in sozialen Medien mit Videos u. a. von Rechtsextremen wie Ignaz Bearth beschäftigt und Filme teilt, die eine sich Nationaler Widerstand nennende Gruppierung durch Berlin laufend zeigt. Ferner wird Jan M. als AfD-Sympathisant beschrieben, der die derzeitige Migrationspolitik ablehne.
Am 14. Februar 2017 teilte die Polizei Frankfurt mit, dass es den geschilderten Übergriff auf das Paar wohl gar nicht gegeben habe. Bei Vernehmungen von vermeintlichen Zeugen hätten sich erhebliche Zweifel ergeben. Darüber hinaus sei Irina A. in der Silvesternacht gar nicht in Deutschland gewesen, sondern in Belgrad, was von der Polizei sichergestellte Flugtickets nahelegen. Aufgrund dieser Erkenntnisse leitete die Staatsanwaltschaft Frankfurt ein Ermittlungsverfahren wegen Vortäuschens einer Straftat ein. Am 24. November 2017 wurde Anklage gegen Irina A. und Jan M. erhoben, der Prozess sollte am 8. Juni 2018 beginnen. Das genaue Motiv für das Verbreiten der erfundenen Geschichte ist nicht bekannt. Am plausibelsten erscheint der Wunsch, das Lokal von Jan M. bekannter zu machen.

## Medienberichterstattung
Aufgrund zahlreicher Faktoren wie der Vorgeschichte, der Brutalität, der Bekanntheit des Mörders etc. wurde der Fall von regionalen und überregionalen Medien umfangreich begleitet. Insbesondere die lokalen Medien in Frankfurt und Hessen berichteten lange intensiv über den Prozess. Im Jahr 2023, also fünf Jahre nach der Tat, hat die ARD in ihrer Serie „Crime Time“ den Fall in einem Dreiteiler aufgearbeitet.
Das ZDF behandelte den Fall in einer Folge der Reihe „Wahre Verbrechen – Suche nach Gerechtigkeit“, die am 4. Januar 2025 ausgestrahlt wurde.